# Bogava
Bogava (en serbe cyrillique : Богава) est un village de Serbie situé dans la municipalité de Despotovac, district de Pomoravlje. Au recensement de 2011, il comptait 475 habitants.

## Démographie
| 1948 | 1953 | 1961 | 1971 | 1981 | 1991 | 2002 | 2011 |
| ---- | ---- | ---- | ---- | ---- | ---- | ---- | ---- |
| 794  | 801  | 771  | 785  | 806  | 735  | 576  | 475  |

|  |